# Erika de la Vega
Erika Patricia de la Vega Quesada (Caracas, 13 de marzo de 1975) es una presentadora, comediante, modelo, actriz y locutora venezolana. Conocida por su programa de televisión Erika Tipo 11. Tiene un hijo llamado Matías Ignacio que nació fruto de su relación con el empresario Jesús Torres, con quien se casó en 2012.

## Carrera
Erika de la Vega es graduada en Publicidad. Se inició en el programa radial de Caracas 92.9 FM "El monstruo de la mañana" junto a Luis Chataing, compañero de labores con quien forma un reconocido dúo de trabajo y con el cual ha realizado varios proyectos, tanto en radio como en televisión. Ha sido la imagen y voz del canal AXN y ha presentado micros sobre noticias inverosímiles en el Prime Time del canal Sony Entertainment Television junto a Chataing. Ha sido además la imagen de varias empresas, entre ellas la empresa de telecomunicaciones Movistar (antiguamente Telcel Bellsouth).
Durante varios años mantuvo con Luis Chataing un programa llamado "Ni lo tuyo, ni lo mío" en La Mega Estación, de 6 a 7:30 p. m. Desde el año 2005 y como respuesta a la aparición de la Ley de Responsabilidad Social en Radio y Televisión, el programa cambió de nombre a "Si lo pienso no lo digo", transmitiéndose de 5 a 7 de la noche, con el agregado de Miguel Arias en el show.
En noviembre de 2006, al confirmarse que "Si lo pienso no lo digo" finalizaría sus transmisiones el 15 de diciembre de ese año, también se confirmó que tanto Erika como Luis continuarían en programas separados en la misma emisora. A partir del 15 de enero de 2007 Erika condujo un espacio radial llamado "A la cuenta de tres", acompañada por Henrique Lazo e Iván Matta, de 5 a 7 p. m., por el Circuito Mega para toda Venezuela y hasta las 8 p. m. para Caracas. A partir de enero del año 2010 conduce un programa de 11 a. m. a 2 p. m. junto a su amiga Ana María Simon de nombre "Un Mundo Perfecto" por La Mega, el cual a partir de enero del 2011 se transmite por Onda La Superestación de lunes a viernes de 6 p. m. a 8 p. m.
En abril del 2006 fue elegida (junto al argentino Monchi Balestra) como animadora del concurso internacional de búsqueda de talentos musicales "Latin American Idol", del canal Sony Entertainment Television, que se transmite desde Buenos Aires para toda Latinoamérica. En televisión también compartió con Luis Chataing un talk show llamado Ni tan tarde con el cual impusieron un estilo. Ese programa fue transmitido por Televen y luego Puma TV (actualmente Canal I).
Entre junio y septiembre de 2007, se transmitió a través de Sony Entertainment Television la segunda temporada de "Latin American Idol", en la que Erika continuó como conductora junto a Monchi Balestra. Esa misma labor la repiten ambos en el 2008, año en el que además cumplió uno de sus más grandes anhelos: ser madre. El nacimiento del primogénito, a quien llamó Mathías, ocurrió en la Navidad de ese año, justo cuando el programa estuvo fuera de la pantalla.
Tras este paréntesis (que también implicó su alejamiento de la radio), la conductora reapareció oficialmente en TV el 9 de septiembre del 2009 con la cuarta edición de "Latin American Idol". Temporada en la que además, condujo dicho programa de TV en solitario sin saber que al año siguiente, la directiva de Sony Entertainment Television decide la no continuidad del reality. Fue pareja por seis años del político Henrique Capriles Radonski. En el 2010 participó en el mundo del doblaje interpretando a la Muñeca Dolly en la versión en español del film de animación "Toy Story 3", el cual fue ganador del Oscar 2011 como mejor película animada y nominado a mejor película.
A fines del 2011 firma contrato con Venevisión con el propósito de presentar un programa de entrevistas en su señal de cable Venevisión+Plus. La emisión lleva por título "Erika Tipo 11" ya que dicho espacio se transmitiría a las 11 de la noche. El ciclo, estrenado el 19 de marzo de 2012, marcó su vuelta oficial a la televisión venezolana después de seis años de ausencia como conductora en dicho medio. En abril fue designada por Joaquín Riviera (productor general de TV) para ser la anfitriona de la "Gala Interactiva de la Belleza" del Miss Venezuela 2012 junto a Mariela Celis, la cual se emitió el sábado 11 de agosto en horario estelar. Experiencia que ambas repetirían al año siguiente. 
En enero del año 2014, Erika firmó un contrato con la cadena hispana Telemundo de Miami como parte de su elenco estable. Gracias al mismo, preparó un programa semanal de entrevistas llamado "El Show de Erika", llevándose así la fama del medio estadounidense. El espacio, que tuvo 13 capítulos, fue realizado especialmente para la señal internacional de Telemundo; pero se vio también en Mun2, su señal hermana.
En el segundo semestre de ese mismo año, y siempre para Telemundo, Erika recibiría el honor de acompañar a la famosa cantante mexicana Lucero en la coconducción del talent show dominical "Yo soy el artista".
A mediados del año 2015, Erika de La Vega debido a sus múltiples compromisos en Miami, dejó el programa "Un Mundo Perfecto" que conducía junto a Ana María Simón siendo reemplazada por Henrique Lazo.
Actualmente en Miami, anima el programa de entretenimiento y chismes de farándula "Suelta la Sopa Extra", en el que comparte con el escritor Boris Izaguirre y la periodista Carolina Sandoval, entre otros.

## Teatro
Erika de la Vega protagonizó una adaptación española de Every Brilliant Thing de Duncan Macmillan en el Colony Theatre en 2018. El espectáculo de una mujer sigue al personaje de De la Vega a lo largo de su vida, desde la adolescencia hasta la edad adulta, y sus intentos de lidiar con la profunda depresión de su madre.
La obra se presentó en el Colony Theatre del 22 de junio al 22 de julio de 2018 y tuvo una segunda presentación del 8 de diciembre al 30 de diciembre de 2018.

## Trayectoria

### Programas de TV
| Año           | Proyecto                             | Rol          | Cadena                        |
| ------------- | ------------------------------------ | ------------ | ----------------------------- |
| 2021-presente | Ojos de mujer                        | Presentadora | E!                            |
| 2019          | Venezuela Aid Live                   | Presentadora | Varios Canales                |
| 2015-2016     | Ya era hora                          | Presentadora | Telemundo                     |
| 2014-2016     | Suelta la sopa                       | Presentadora | Telemundo                     |
| 2014          | Yo Soy el Artista                    | Influencer   | Telemundo                     |
| 2014          | El show de Erika: Casi Late Night    | Presentadora | Telemundo                     |
| 2013          | Gala Interactiva Miss Venezuela 2013 | Presentadora | Venevisión                    |
| 2013          | Premios Pepsi Music Venezuela 2013   | Presentadora | Televen                       |
| 2012          | Gala Interactiva Miss Venezuela 2012 | Presentadora | Venevisión                    |
| 2012-2013     | Erika Tipo 11                        | Presentadora | Venevisión Plus               |
| 2006-2009     | Latin American Idol                  | Presentadora | Sony Entertainment Television |
| 2004-2005     | Fama, Sudor y Lágrimas               | Presentadora | RCTV                          |
| 2001-2004     | Diente por diente                    | Presentadora | RCTV                          |
| 1999-2001     | Ni tan tarde                         | Presentadora | Televen - (Puma TV)           |

### Películas
- 2006 - Elipsis
- 2010 - Toy Story 3 - Dolly
- 2011 - Er Conde Jones[5]